# Belle Air
Belle Air war eine albanische Billigfluggesellschaft mit Sitz in Tirana und Basis auf dem Flughafen Tirana.

## Geschichte
Belle Air wurde 2005 von mehreren Investoren der Albatros Airways, einer ehemaligen albanischen Billigfluggesellschaft, gegründet. Der Flugbetrieb wurde im März 2006 aufgenommen.
Im Sommer 2009 wurde in Italien die Tochter Belle Air Europe gegründet. Die neue Regionalfluggesellschaft mit Basis am Flughafen Ancona wurde gegründet, um zu Beginn mit einer ATR 72-500 Flugziele in Südosteuropa, Italien und Westeuropa miteinander zu verbinden.
Im November 2011 untersagte die albanischen Luftfahrtsbehörden den Betrieb einer McDonnell Douglas MD-82 der Belle Air aufgrund von Wartungsmängeln.
Am 25. November 2013 stellte die Gesellschaft aus wirtschaftlichen Gründen den Betrieb ein. Die Flotte wurde an die Leasinggeber zurückgegeben.

## Flugziele
Angeflogen wurden vom Flughafen Tirana diverse italienische Städte wie beispielsweise Bari, Bergamo, Genua, Pisa, Rom, Triest und Verona, gleichweise die kosovarische Hauptstadt Pristina, sowie ab Sommer 2009 zeitweise auch Stuttgart und Zürich. Teilweise wurden im Charter auch Ziele wie New York City, Scharm El-Scheich, Tel Aviv-Jaffa und die türkische Riviera angeflogen. Ab Pristina bestand zudem eine Direktverbindung nach Lüttich. Auf ihrer Basis, dem Flughafen Tirana, transportierte Belle Air mit 44 Prozent fast die Hälfte der dort beförderten Passagiere.

## Flotte

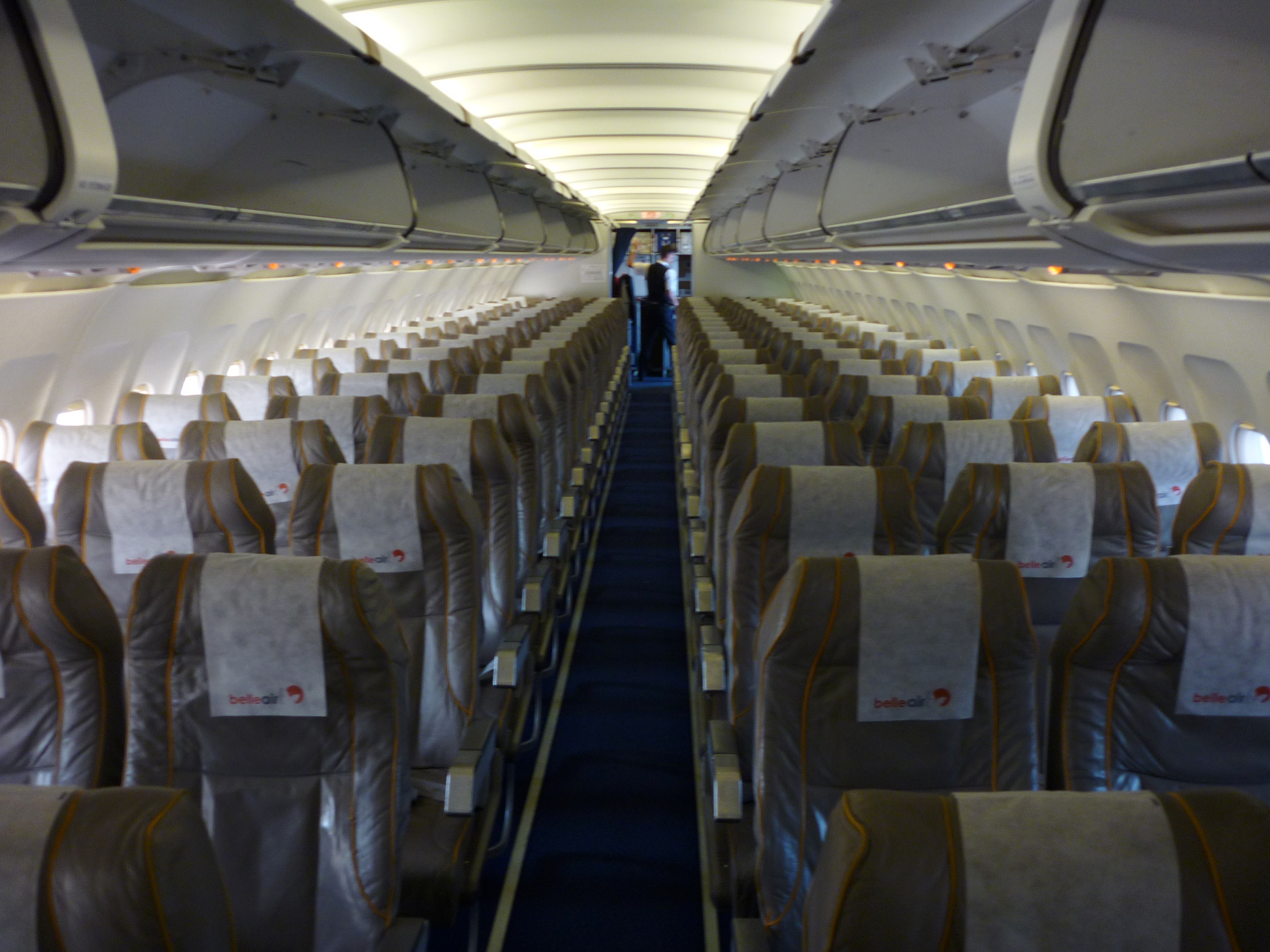
Kabine eines Airbus A320-200 der ehemaligen Belle Air

Mit Stand Juli 2013 bestand die Flotte der Belle Air aus sechs Flugzeugen:
- 2 Airbus A319-100
- 2 Airbus A320-200
- 2 ATR 72-500